# Gymnelus obscurus
Gymnelus obscurus és una espècie de peix de la família dels zoàrcids i de l'ordre dels perciformes.

## Morfologia
- Els mascles poden assolir 15,6 cm de longitud total.[4][5]

## Hàbitat
És un peix marí i demersal que viu entre 0-51 m de fondària.

## Distribució geogràfica
Es troba al Mar de Bering.

## Observacions
És inofensiu per als humans.